# Gerstengrund
Gerstengrund là một đô thị trong huyện Wartburg ở bang Thüringen, Đức. Đô thị này có diện tích 4,58 km².